# جیمی گرتز
جِیمی گِرتز (انگلیسی: Jami Gertz؛ زادهٔ ۲۸ اکتبر ۱۹۶۵) هنرپیشه اهل ایالات متحده آمریکا است. وی از سال ۱۹۸۱ میلادی تاکنون مشغول فعالیت بوده است.

## گزیدهٔ آثار

### سینما
- رقابت خواهر و برادر (۱۹۹۰)
- یاغی‌ها (۱۹۸۹)
- کمتر از صفر (۱۹۸۷)
- کوئیک‌سیلور (۱۹۸۶)
- مایه دردسر (۱۹۸۵)
- شیطنت (۱۹۸۵)
- شانزده شمع (۱۹۸۴)
- عشق بی‌پایان (۱۹۸۱)

### تلویزیون
- خانواده امروزی (۲۰۱۱)
- دارودسته (۲۰۱۰–۲۰۰۹)
- هنوز وایسادیم (۲۰۰۶–۲۰۰۲)
- بخش فوریت‌های پزشکی (۱۹۹۷)
- ساینفلد (۱۹۹۴)

## ثروت
هم‌اکنون وی پولدارترین بازیگر کل تاریخ سینماست. ثروت خالص وی را چیزی حدود ۳ میلیارد دلار حدس می‌زنند.